# تعطیلی ازدست‌رفته
تعطیلی ازدست‌رفته (به انگلیسی: The Lost Weekend) فیلمی درام به مدت ۹۹ دقیقه به کارگردانی بیلی وایلدر و با بازی ری میلاند و جین وایمن محصول سال ۱۹۴۵ کشور ایالات متحده است. این فیلم برنده چهار جایزه اسکار شد.

## خلاصه داستان
«دان برنم» (میلاند) نویسنده دائم‌الخمری است که خلاقیت‌اش را از دست داده است. در یک تعطیلی آخر هفته که برادر هم‌خانه‌اش، «ویک» (تری)، به سفر رفته، کشمکش «برنم» با اعتیادش، اوج می‌گیرد و باعث سرگردانی کابوس‌وار او می‌شود. سر آخر، او با دل‌گرمی‌های محبوبه‌اش، «هلن» (وایمن)، اراده می‌کند تا نوش‌خواری را ترک کند.

## جوایز و افتخارات
- برنده جایزه اسکار بهترین فیلم -
- برنده جایزه اسکار بهترین کارگردانی - بیلی وایلدر
- برنده جایزه اسکار بهترین بازیگر نقش اول مرد - ری میلند
- برنده جایزه اسکار بهترین فیلم‌نامه اقتباسی - چارلز براکت
- نامزد جایزه اسکار بهترین فیلمبرداری، سیاه و سفید - جان اف. سایتز
- نامزد جایزه اسکار بهترین موسیقی فیلم - میکلوش روژا
- نامزد جایزه اسکار بهترین تدوین فیلم - دون هریسون